# مسابقات فرمول یک فصل ۲۰۰۰
مسابقات فرمول یک فصل ۲۰۰۰ در سال ۲۰۰۰ میلادی برگزار شد. در این مسابقات میشائل شوماخر (به انگلیسی: Michael Schumacher) از تیم اسکودریا فراری و با موتور فراری به قهرمانی رسید  و در مجموع صاحب ۱۰۸ امتیاز شد.